# 大阪放送
大阪放送（日语：／ Osaka Hoso），即大阪放送株式會社，有時也稱“大阪電台”（ラジオ大阪），為日本大阪的一個調幅廣播電台，是產經新聞社的子公司，1958年5月17日由產經新聞社創始人前田久吉創辦、同年7月1日開播。1993年3月29日搬到現址。2010年3月15日和其他五家廣播公司聯合成立radiko。

## 外部連結
- 官方網站 （页面存档备份，存于）
- 大阪放送的X（前Twitter）
- 富士產經傳媒集團（页面存档备份，存于）（日語）